# سی‌جی او شاپینگ
سی‌جی او شاپینگ (به انگلیسی: CJ O Shopping، به کره‌ای: 씨제오쇼핑) اولین شرکت خرید در خانه کره جنوبی است که توسط گروه سی‌جی در مارس ۱۹۹۵ تاسیس شد. در ژوئیه ۲۰۱۸ سی‌جی ئی اند ام به زیرمجموعه‌ای از سی‌جی ئی‌ان‌ام تبدیل شد و سی‌جی او شاپینگ با سی‌جی ئی اند ام ادغام شد و شرکت سی‌جی ئی‌ان‌ام تاسیس شد.

## یادداشت
1. ↑  now used by CJ ENM